# Le Bord de mer à Palavas
 (février 2018).
Si vous disposez d'ouvrages ou d'articles de référence ou si vous connaissez des sites web de qualité traitant du thème abordé ici, merci de compléter l'article en donnant les références utiles à sa vérifiabilité et en les liant à la section « Notes et références ».
Le Bord de mer à Palavas est un tableau peint en 1854 par Gustave Courbet.

## Historique
Ce tableau est une commande d'Alfred Bruyas lors du premier séjour de Courbet à Montpellier.
Pour le peintre originaire de Franche-Comté, les paysages du Languedoc et de la Méditerranée sont alors une révélation.

## Description
Il s'agit d'un tableau de petit format. Le tableau est divisé en deux parties de taille égale : la plage de Palavas et la mer en bas, le ciel en haut. Seule la silhouette de l’artiste qui salue la mer, vient rompre l’horizontalité omniprésente de la composition. On peut y voir la mer en arrière-plan, foncée au plus loin et qui s’éclaircit en revenant vers l’avant.

## Analyse
Ce tableau puise en partie son inspiration dans Le Moine au bord de la mer de Caspar David Friedrich.